# Saint-Eustache (Antilles)
Pour les articles homonymes, voir Saint-Eustache.
Saint-Eustache (en néerlandais : Sint Eustatius, prononcé : [sɪnt øːˈstaːtsijʏs]; en anglais : Sint Eustatius ou simplement Statia) est une île de la mer des Caraïbes et un territoire néerlandais d'outre-mer, faisant partie des Petites Antilles. Située entre Saba (au nord-ouest), Saint-Christophe (au sud-est) et Saint-Martin (au nord) ; son chef-lieu est Oranjestad.
Saint-Eustache est depuis le 10 octobre 2010 une des trois municipalités néerlandaises à statut particulier (néerlandais : openbare lichamen), avec Bonaire et Saba, formant ensemble les Pays-Bas caribéens (néerlandais : Caribisch Nederland) ou îles BES (îles de Bonaire, Saint-Eustache et Saba - néerlandais : BES-eilanden), à la suite de la dissolution de l’ancien État autonome de la Fédération des Antilles néerlandaises dont elle faisait partie.

## Histoire

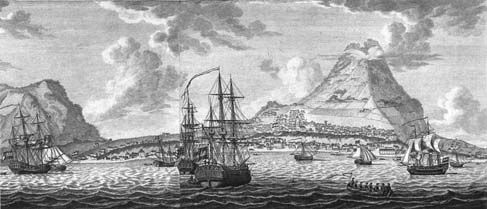
Une représentation de Saint-Eustache, vers le milieu du XVIIIe siècle.

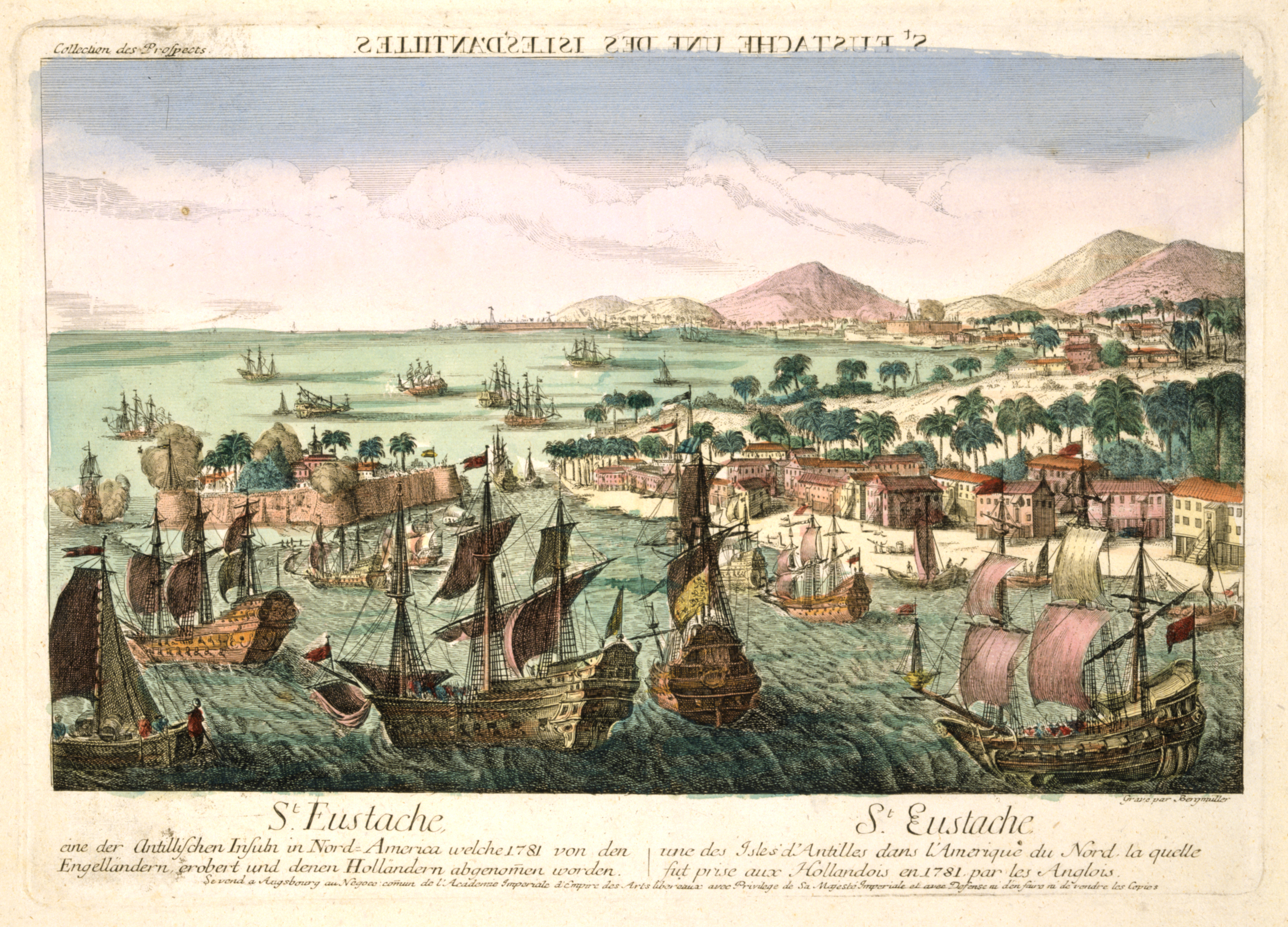
La prise de Saint-Eustache par les Anglais en février 1781 (Gravure allemande, 1781)

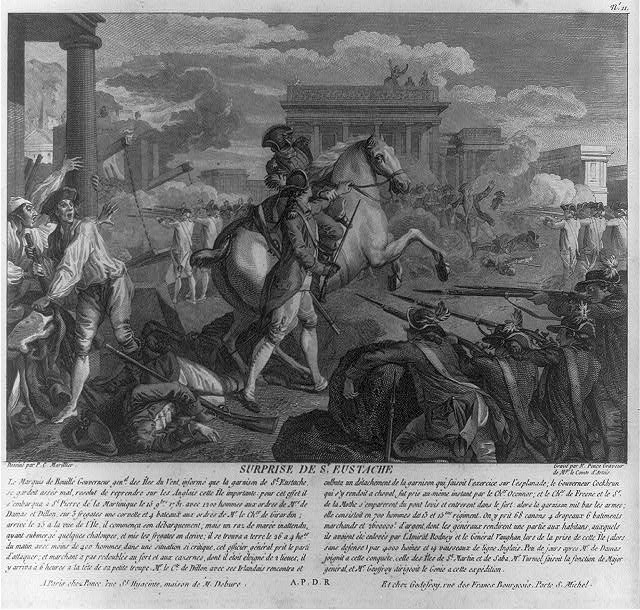
La reprise de l'île par les Français commandés par le marquis de Bouillé en novembre 1781 (gravure de Nicolas Ponce).

Au XVIIIe siècle, la culture de la canne à sucre rendait Saint-Eustache importante et employait de nombreux esclaves amenés d'Afrique. L'île accueillit aussi l'une des premières communautés juives d'Amérique. La synagogue de Honen Dalim construite en 1739 est cependant maintenant en ruines. Saint-Eustache est alors connue sous le surnom de néerlandais : Gouden Rots (Rocher doré) grâce à son économie florissante qui n'était pas perturbée par les guerres européennes sévissant sur les autres îles des Antilles.
L'île était une plaque tournante du commerce d'armes et de munitions et elle permit aux Treize Colonies de s'approvisionner en armes au moment de leur indépendance. Cette amitié entre les États-Unis d'Amérique et Saint-Eustache eut pour conséquence « l'incident du drapeau » lorsque Johannes de Graeff (en), le gouverneur de l'île, répondit favorablement à l'appel du USS Andrew Doria recherché par les Britanniques et qu'il l'accueillit le 16 novembre 1776. Ce fut la première reconnaissance de facto des États-Unis d'Amérique par une autre puissance. Les Britanniques n'ont pas pris cet épisode trop au sérieux bien qu'ils protestaient contre le commerce qui se déroulait entre Saint-Eustache et les États-Unis. En 1778, Lord Stortmond déclara au parlement britannique que si Saint-Eustache avait sombré dans la mer trois ans auparavant, le Royaume-Uni en aurait déjà fini avec George Washington. Le commerce entre l'île et le nouvel État fut la raison du déclenchement de la Quatrième guerre anglo-néerlandaise qui fut désastreuse pour l'économie des Provinces-Unies.
Le 3 février 1781, les Britanniques prennent Saint-Eustache. En effet, le gouverneur De Graeff n'avait pas encore été informé de la déclaration de guerre entre les deux nations et avait capitulé face aux forces britanniques de l'amiral Rodney. Dix mois plus tard, l'île est reconquise par les Français alliés des Néerlandais qui retrouvent ainsi la souveraineté sur Saint-Eustache en 1784.
Au plus fort de sa puissance, Saint-Eustache comptait 20 000 habitants mais cette population a lentement décru au profit de Curaçao et Saint-Martin lorsque l'esclavage y fut aboli en 1863.

### Histoire contemporaine

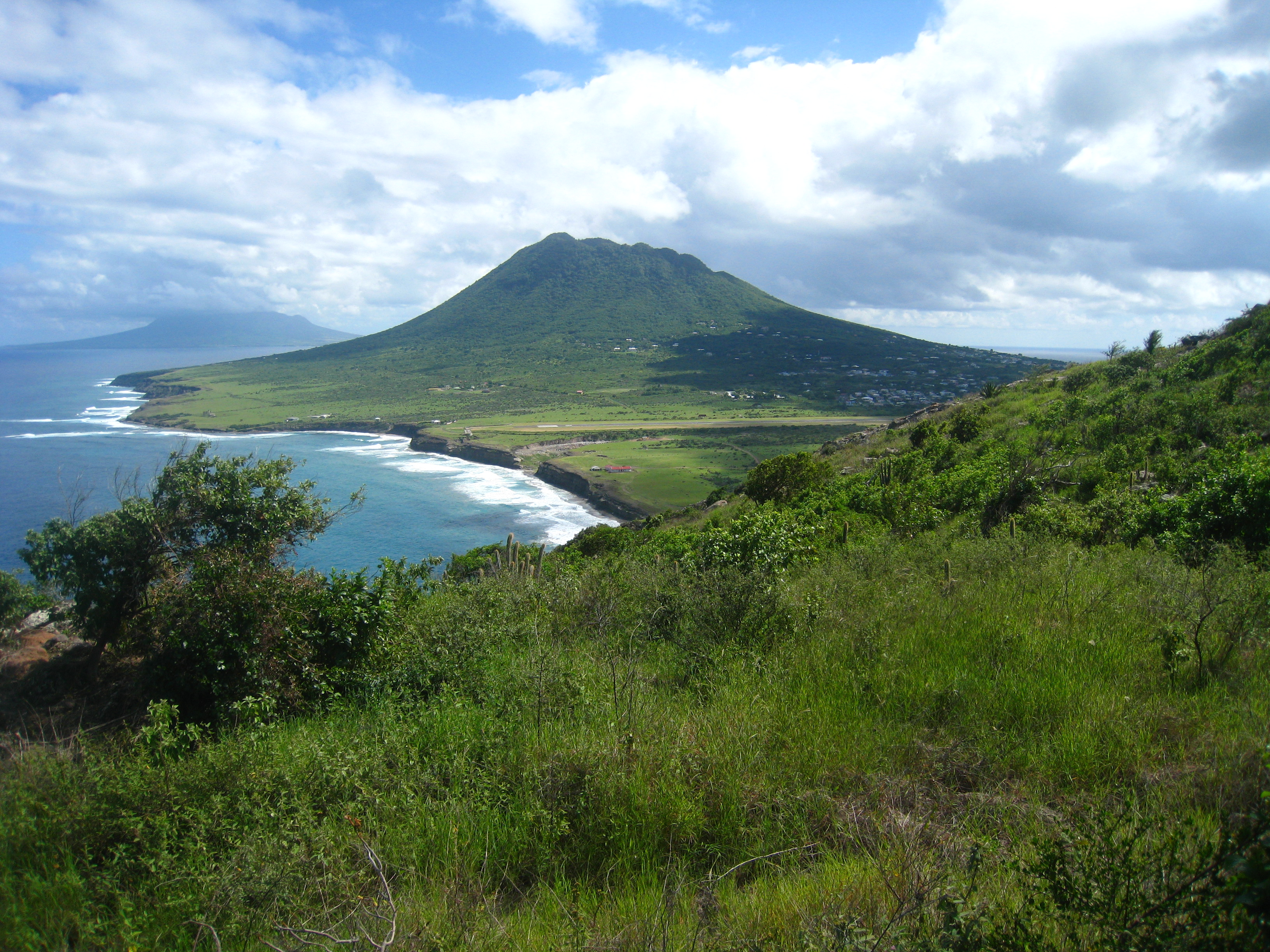
Le volcan Quill

En 1954, Saint-Eustache gagne le statut de territoire associé au sein des Antilles néerlandaises et se tourne vers le tourisme et l'écotourisme grâce à ses sites de plongée sous-marine, son héritage culturel, historique, son parc national et son parc marin.
En 2004, une commission des gouvernements des Antilles néerlandaises et des Pays-Bas fait état d'une nécessaire réforme quant au statut politique de l'État antillais associé au Royaume néerlandais. Le 8 avril 2005, les citoyens de Saint-Eustache eurent à se prononcer par référendum sur la nature préconisée de cette restructuration. La population de Saint-Martin s'était prononcée cinq ans plus tôt et avait opté pour le statut apparte qui prévalait déjà dans le cas d'Aruba depuis la fin des années 1980. Saba et Bonaire, quant à elles, s'étaient prononcées en 2004 et désiraient renouer directement avec les Pays-Bas. Derniers en liste, Saint-Eustache visa le statu quo et Curaçao le statut aparte. Aucune ne pencha vers l'indépendance totale.
Le 12 octobre 2006, un accord fut passé entre les Pays-Bas, Saba, Saint-Eustache et Bonaire afin qu'elles soient rattachées à l'État européen. Le 3 novembre suivant, un accord fut entériné entre les Pays-Bas, Sint-Maarten et Curaçao afin qu'elles jouissent d'une souveraineté étendue. Cet accord fut subséquemment rejeté par Curaçao puisque les Curaçaoans n'étaient pas convaincus que cette restructuration allait leur donner toute la latitude désirée. Le 12 février 2007 un nouvel accord fut ratifié entre l'ancienne métropole et les îles (sauf Curaçao) pour la dissolution de l'État des Antilles néerlandaises à compter du 15 décembre 2008. Un accord intervint plus tard entre toutes les parties, ce qui reporta la dissolution effective de cet État au 10 octobre 2010.
Depuis cette date, Sint-Maarten et Curaçao jouissent officiellement du statut d'État au sein du Royaume des Pays-Bas (comme Aruba). Les plus petites îles de Bonaire, Saint-Eustache et Saba (Pays-Bas caribéens) ont réincorporé l'État néerlandais en tant qu'organisme public à statut particulier (néerlandais : openbare lichamen).

## Géographie

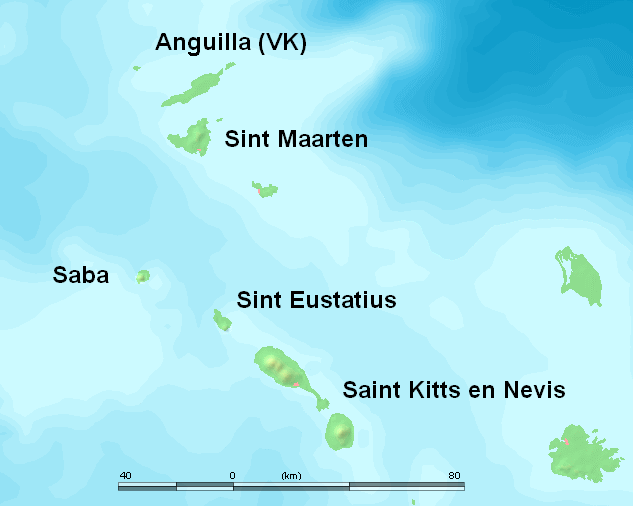
Carte indiquant la position de Saint-Eustache et de ses circonvoisines

Saint-Eustache se situe à 12,8 km au nord-ouest de Saint-Christophe, à 26 km à l'est-sud-est de Saba et à 53 km au sud de Saint-Martin. Il s'agit d'une île d'origine volcanique relevée à ses deux extrémités par le Quill (le point culminant de l'île avec 602 mètres couronné à son sommet par le cratère du Quill) et par trois collines culminant entre 200 et 294 mètres qui encadrent une vallée centrale abritant la majorité de la population et des infrastructures (port, aéroport F. D. Roosevelt, etc).
La capitale de l'île est Oranjestad, nommée ainsi en l'honneur de la couronne néerlandaise (la maison d'Orange-Nassau).
Le climat est tropical, humide et soumis au passage des cyclones tropicaux.
Saint-Eustache se situe à 17°30' de latitude nord et 62°58' de longitude ouest. Orientée nord-ouest sud-est l'île fait huit kilomètres de long pour une largeur de 2 à 3 kilomètres.

## Population
La population était de 2 886 habitants en 2010, et de 3 300 en 2007. Selon le recensement de 2001, 45 % des habitants étaient nés à Saint-Eustache et 78 % étaient de nationalité néerlandaise. La majorité de la population est composée des descendants d'esclaves noirs africains.

## Langues
Selon le même recensement de 2001, 83 % des Eustachois utilisaient l'anglais comme langue principale à la maison, contre 6 % l'espagnol et 4 % le néerlandais. Le néerlandais et l'anglais sont reconnus (dans cet ordre) comme langues officielles de l'île.

## Tourisme

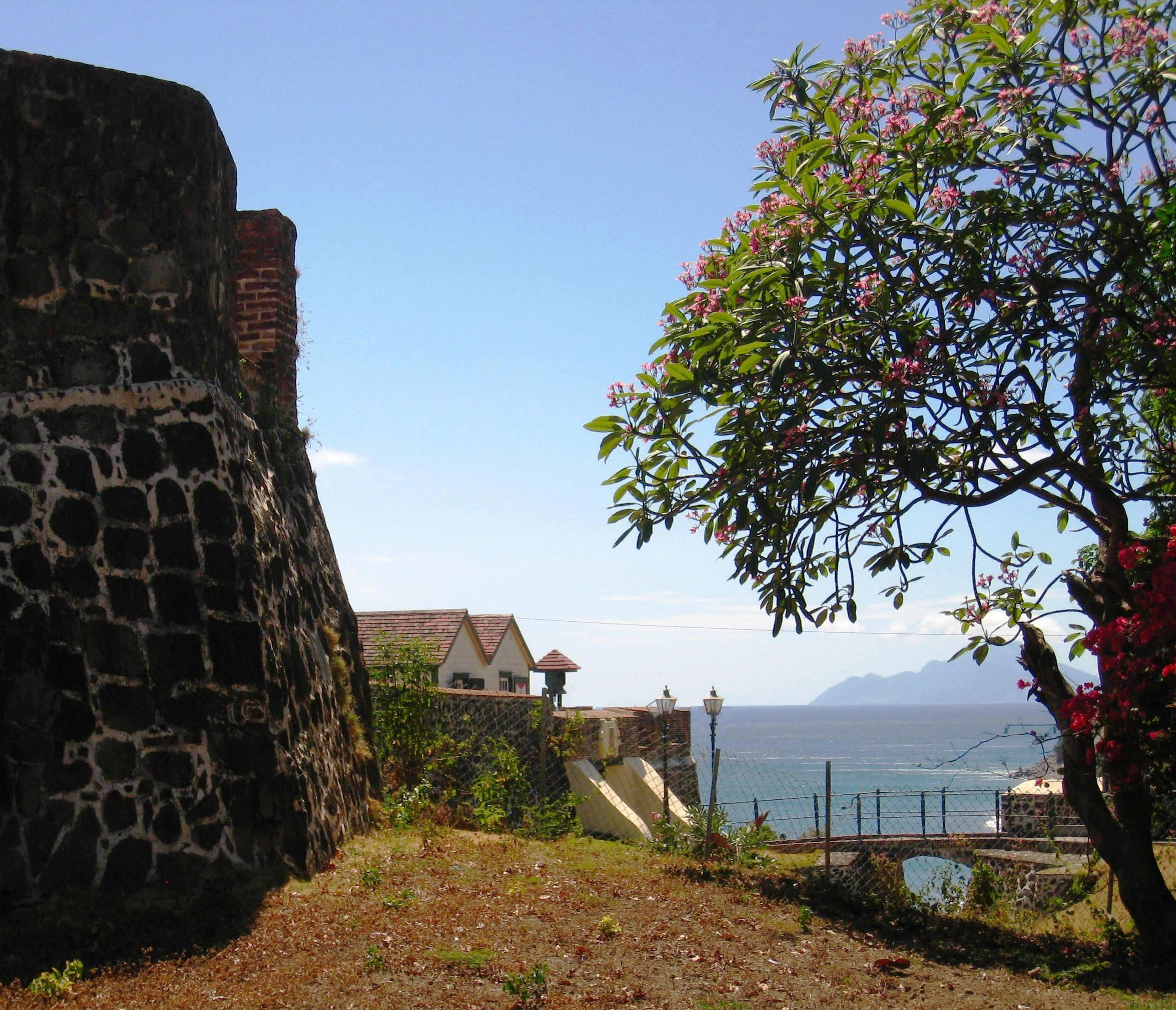
Le Fort Oranje construit au XVII

- Oranjestad, la capitale. Ses quais, d'où partaient les armes destinées aux insurgés pendant la guerre d'indépendance américaine, abritent de belles bâtisses du XVIIIe siècle.
- Dominant la baie, le Fort Oranje, construit en pierres volcaniques au XVIIe siècle, a été minutieusement restauré.
- Autres témoins des fastes coloniaux hollandais : la Gouvernement Guest House et la Maison de Simon Doncker, devenue le Musée de la Fondation historique de Saint-Eustache, dont les collections présentent l'histoire de l'île depuis l'époque de ses habitants précolombiens, soulignant l'âge du commerce sous le nom de « The Golden Rock », le célèbre premier salut et la période de l'esclavage. Sans oublier les ruines de la synagogue Honen Dalim (1739), souvenir d'une des premières communautés juives du Nouveau Monde.
- Le fort de Windt dressé sur une falaise, à l'extrême sud, il appartenait au système de défense de l'île, avec plusieurs autres fortins.
- Les jardins botaniques Miriam C. Schmidt avant d'entreprendre l'ascension du volcan The Quill.
- Plongées autour de l'île : il existe de magnifiques vestiges d'une centaine de navires marchands datant des XVIIe et XVIIIe siècles. Avec la plus grande épave des Caraïbes, celle du poseur de câbles Charles L. Brown, coulé en 2003.
- L'église Saint-Eustache à Oranjestad, construite en 1910.
- L'église réformée néerlandaise à Oranjestad, construite en 1755 et aujourd'hui en ruines.